# حمام ریگی
حمام ریگی مربوط به دوره پهلوی اول است و در شهرستان میان‌جلگه، دهستان بلهرات، شرق روستای بلهرات واقع شده و این اثر در تاریخ ۳ خرداد ۱۳۸۶ با شمارهٔ ثبت ۱۹۱۲۹ به‌عنوان یکی از آثار ملی ایران به ثبت رسیده است.